# Airbag

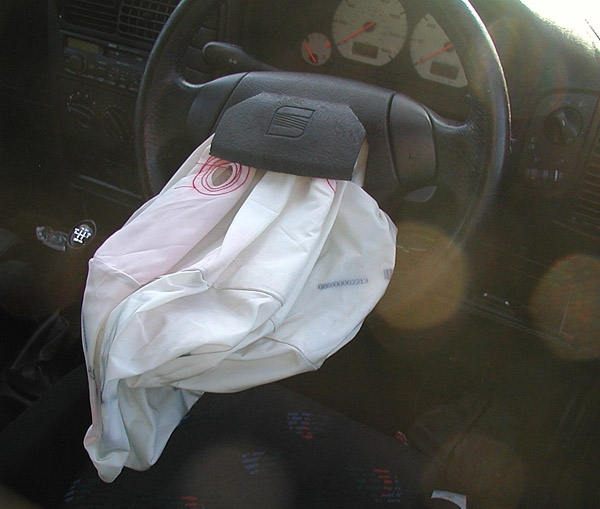
Um airbag automotivo infla e desinfla em uma fração de segundo (cerca de 0,8 segundos).

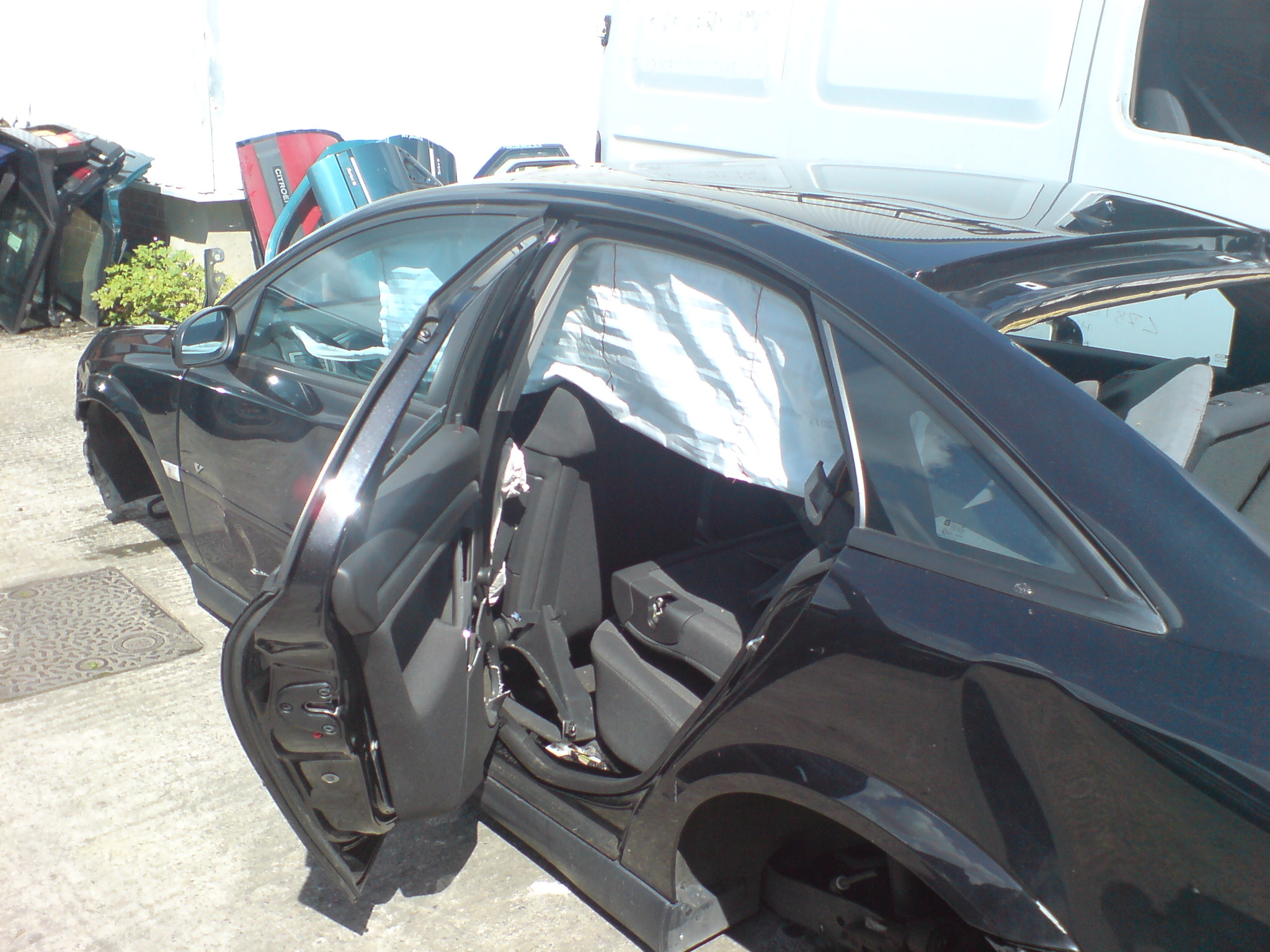
Airbag lateral.

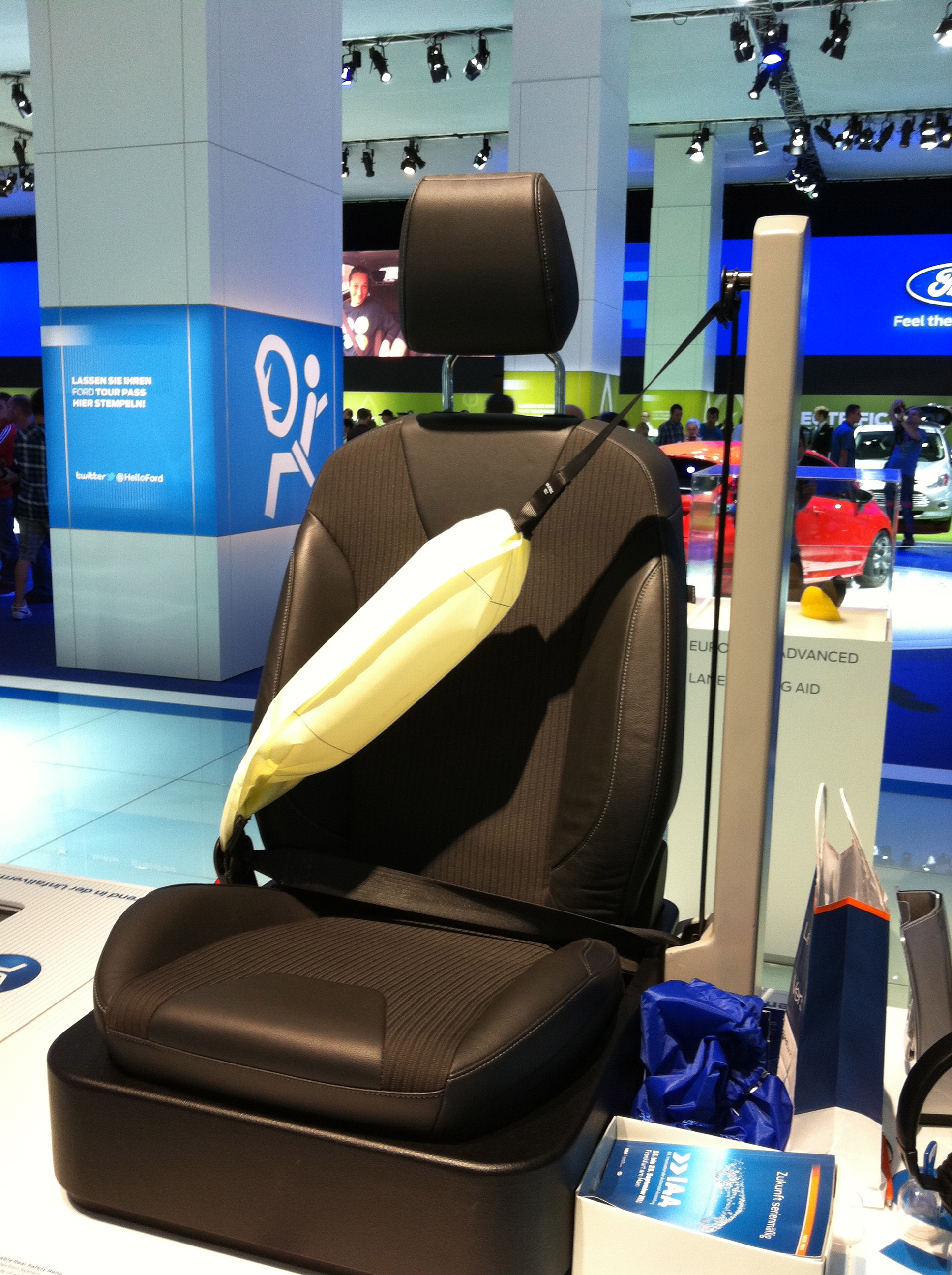
Airbag no cinto de segurança.

Airbag, também conhecido como bolsa de ar, almofada de ar ou erbegue, é um componente de segurança passiva dos veículos automotores, que pode ser usado também em algumas máquinas industriais e em robôs de pesquisa, que funciona de forma simples: quando o veículo sofre um grande impacto, vários sensores dispostos em suas partes estratégicas (frontal, traseiro, lateral direito, lateral esquerdo, atrás dos bancos do passageiro e motorista, tipo cortina no forro interno da cabina) são acionados, emitindo sinais para uma unidade de controle, que por sua vez verifica qual sensor foi atingido e assim aciona o airbag que seja mais adequado.
Este dispositivo é constituído de pastilhas contendo azida de sódio e outros aditivos, que são acionados por uma corrente elétrica pelo computador de bordo, dentro de um balão de ar muito resistente, que constitui o próprio corpo do Airbag; este, por sua vez, se enche rapidamente, amortecendo assim o impacto em sua superfície e evitando que  motorista e passageiros sofram danos físicos, principalmente no rosto, peito e coluna. Para evitar asfixia, o Airbag vai perdendo gradativamente a sua pressão, após o acionamento. Quimicamente, a azida de sódio se decompõe rapidamente, quando aquecida a trezentos graus centesimais, produzindo nitrogênio gasoso e sódio metálico. Como a presença de sódio metálico é  totalmente indesejável, adiciona-se nitrato de potássio e sílica, para produzir um silicato  alcalino vítreo, totalmente inerte. A rápida produção de nitrogênio é a responsável pelo imediato enchimento do balão. Vale lembrar que o nitrogênio é um gás bastante inerte, responsável por cerca de oitenta por cento da composição do ar atmosférico.
Atualmente existem modelos que determinam rapidamente a intensidade do possível impacto e regulam a intensidade que o airbag deve inflar.

## Benefícios
Os airbags são um adicional ao cinto de segurança em reduzir a chance de que a cabeça e a parte superior do corpo de um ocupante bata em alguma parte no interior do veículo. Eles também ajudam a reduzir o risco de lesões graves, distribuindo as forças da batida mais uniformemente ao longo do corpo do ocupante.
"Um estudo recente concluiu que cerca de 6.000 vidas já foram salvas graças aos airbags."
Entretanto, o número exato de vidas salvas é provavelmente impossível de se calcular.

## Lesões e mortes causadas porairbags
Os airbags podem ser perigosos pois envolvem uma inflação extremamente rápida de uma grande almofada. Da mesma forma que alguns airbags podem proteger a pessoa em circunstâncias corretas, eles também podem lesar ou até mesmo matá-la.
Para proteger os ocupantes que não estão usando o cinto de segurança, o airbag projetado nos Estados Unidos se expande muito mais rapidamente do que os airbags projetados em outros países. Como o uso do cinto de segurança nos Estados Unidos cresceu no final dos anos 1980s e início dos 1990s, os fabricantes de automóveis americanos tiveram que ajustar o design de seus airbags.
Os novos airbags se expandem em uma velocidade menor. No entanto, os passageiros devem permanecer em uma distância de, no mínimo, 25 centímetros do airbag, para impedir que ocorram lesões causadas pela bolsa de ar em uma colisão de automóvel.
Diversas lesões podem ocorrer devido aos airbags. As mais comuns são: abrasão da pele, dano à audição (devido ao  barulho da expansão), lesões na cabeça, dano aos olhos, em pessoas que utilizam óculos e como possível precursor de glaucoma. Traumatologicamente, podemos ter quebra dos ossos do nariz, dedos, mãos e braços.
Em 1990, foi noticiada a primeira morte automotiva causada por um airbag, e o pico de mortes anuais causadas por airbags nos Estados Unidos foi de 53 em 1997. A TRW produziu o primeiro airbag inflado por gás em 1994, com sensores e airbags com força de inflação baixa se tornando mais comuns logo em seguida. Em 2005 surgiram os airbags de profundidade dupla para carros de passeio. Nesta época, as mortes relacionadas aos airbags tiveram um declínio, com nenhuma morte de adultos e 2 mortes de crianças atribuídas aos airbags naquele ano. Até os dias atuais são comuns lesões nos passageiros que possuem um carro equipado com airbag.
Deve-se evitar fumar enquanto se está dirigindo. Se o airbag inflar e atingir o cigarro enquanto ele estiver na boca, a pessoa poderá correr risco de morte, mesmo se o impacto for moderado.
O aumento do uso de airbags de fato tornou mais perigoso o trabalho de bombeiros, equipes médicas e policiais. Os airbags podem detonar um longo período depois da colisão inicial, lesando ou até mesmo matando as equipes de resgate que estão dentro do carro. A adição de airbags de impacto lateral nos carros reduziu o número de locais nos quais as equipes de resgate podem utilizar o alicate hidráulico ou outra ferramenta de corte semelhante para remover o teto ou portas do carro com segurança. Cada socorrista deve ser treinado corretamente para desativar os airbags com segurança ou estar consciente dos riscos em potencial. Remover a bateria do carro pode ser uma boa precaução.

## Designdoairbag

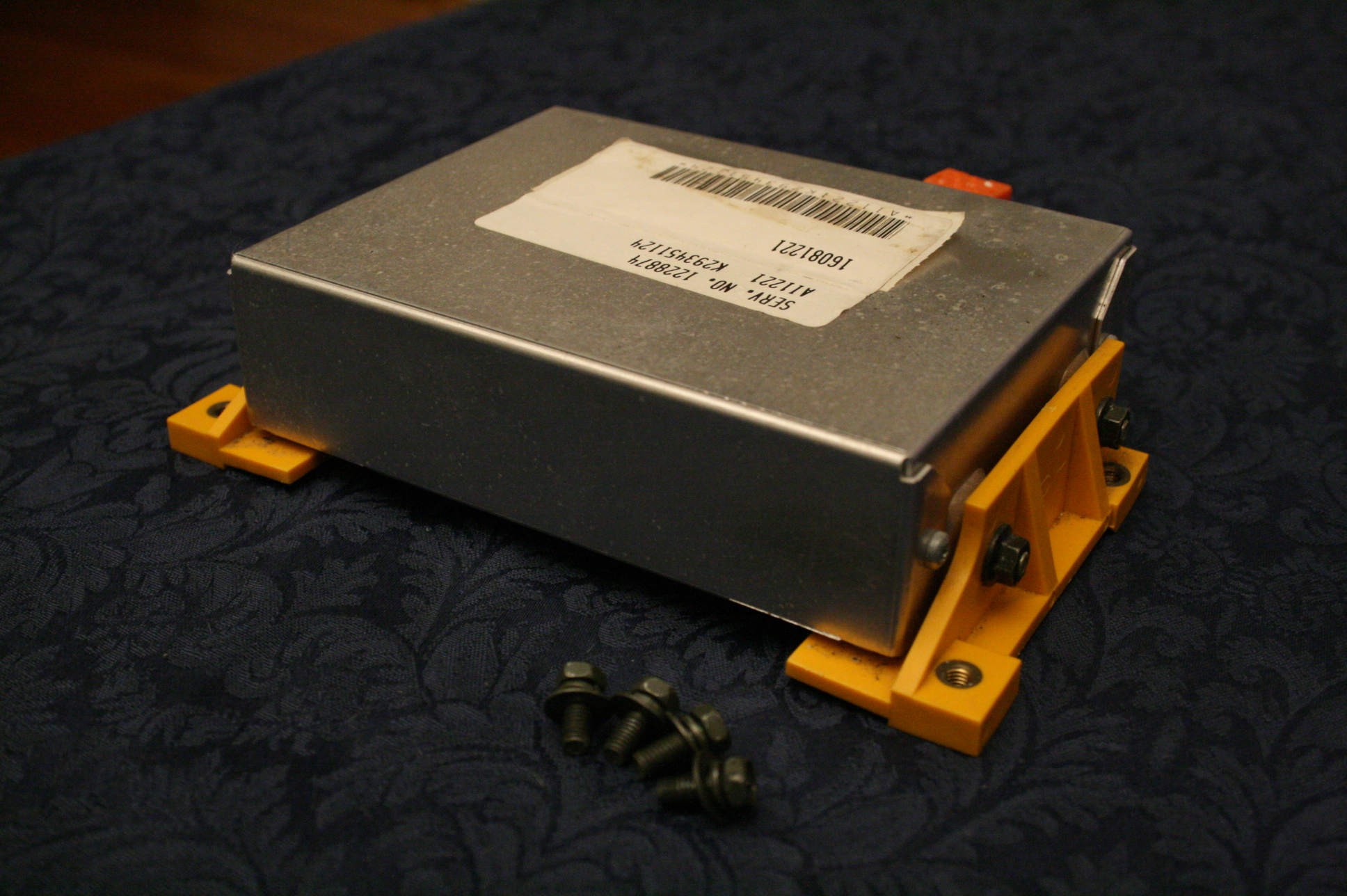
Uma unidade de controlo de airbag

O sistema de airbag consiste em três partes básicas - um módulo de airbag, sensores de batida e uma unidade de diagnóstico. Alguns sistemas podem apresentar também uma chave liga/desliga, que permite a desativação do airbag.
O módulo de airbag contém a unidade infladora e o balão de fábrica. O módulo de airbag do motorista está localizado no eixo da direção do carro, e o módulo de airbag do passageiro está localizado no painel de instrumentos. Quando completamente inflado, o airbag do motorista tem um diâmetro similar ao de uma bola de futebol . O airbag do passageiro pode ser duas a três vezes maior, já que a distância entre o passageiro e o painel de instrumentos é muito maior do que a entre o motorista e a direção do veículo. 
Os sensores de impacto estão localizados na frente do veículo e/ou no compartimento de passageiros. Os veículos podem ter um ou mais sensores de impacto. Os sensores são geralmente ativados pelas forças geradas em uma colisão frontal (ou próximo da frente do carro) significativa. Os sensores medem a desaceleração, que é a taxa em que o veículo diminui a velocidade. Por causa disso, a velocidade do veículo na qual os sensores ativam os airbags varia de acordo com a natureza do impacto. Os airbags não são projetados para se ativarem durante uma frenagem brusca ou quando se está dirigindo em superfícies irregulares. Na verdade, a desaceleração máxima gerada na frenagem mais brusca é somente uma pequena fração da que é necessária para ativar o sistema de airbag.
A unidade de diagnóstico avalia o funcionamento do sistema de airbag. Ela é ativada quando a ignição do veículo é ligada. Ao detectar algum problema, uma luz de alerta pisca no painel avisando ao motorista para examinar o sistema de airbag. A maioria das unidades de diagnóstico contém um dispositivo que armazena uma quantidade suficiente de energia elétrica para ativar o airbag, no caso de a bateria do veículo ser destruída no início da colisão.
Alguns veículos sem bancos traseiros, como os caminhões pick-up e carros conversíveis, ou com bancos traseiros muito pequenos para acomodar cintos de segurança para crianças, tem uma chave liga/desliga para o airbag do passageiro que vem instalado de fábrica. A chave liga/desliga para os airbags do motorista ou passageiro pode também ser instalada por um servido qualificado. Uma chave para desligar o airbag pode ser usada quando um ocupante está em risco, por exemplo: crianças com idade entre 1 a 12 anos ocupando a posição do passageiro no banco da frente; motoristas que não conseguem manter uma distância de 25 centímetros entre o centro da direção e o seu osso esterno (osso do peito); e pessoas com problemas de saúde em particular.
Inicialmente, a maioria dos veículos apresentava somente um airbag, instalado na direção do automóvel para proteger apenas o motorista (uma vez que é a pessoa com maior risco de lesões). Durante os anos 1990s, tornaram-se comuns os airbags para os passageiros no banco da frente e os airbags entre as portas e os ocupantes do veículo, para colisões laterais.

## Como se infla oairbag

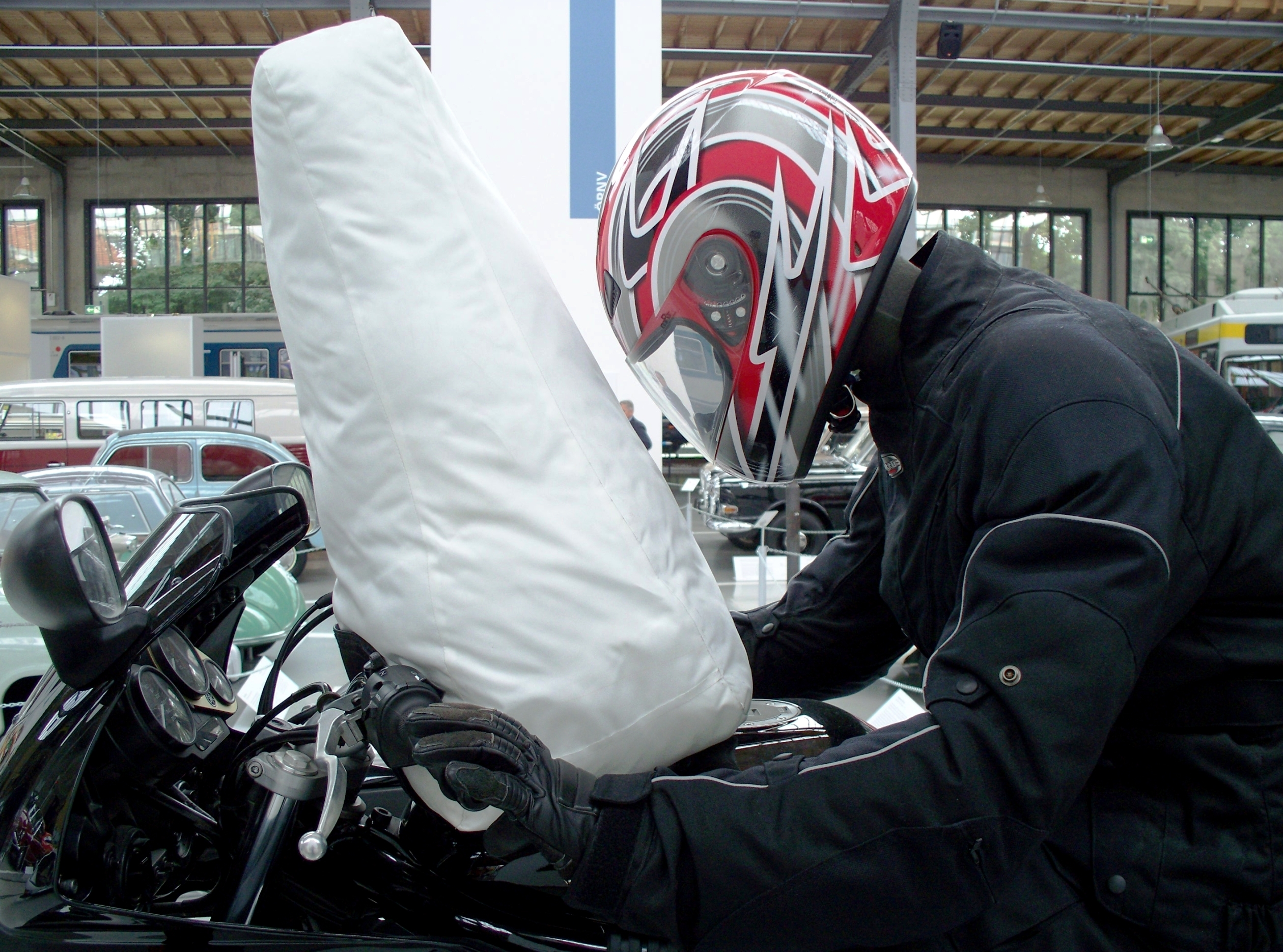
Airbag de motocicleta.

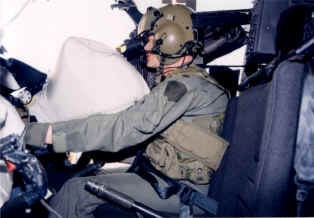
Airbag no helicóptero OH-58 Kiowa.

Para que as pessoas sejam protegidas pelos airbags é necessário que eles sejam inflados muito rapidamente: 25 milésimos de segundo, cinco vezes mais rápido que o piscar de olhos. A reação química escolhida para encher o airbag tão rapidamente foi a decomposição de azida de sódio.
A azida de sódio é um composto químico instável e tóxico, constituído por átomos de sódio e de nitrogênio (NaN3). No sistema de airbag a azida de sódio encontra-se numa pequena cápsula, juntamente com nitrato de potássio (KNO3) e óxido de sílicio (SiO2). Quando acontece a ativação do airbag, ocorre uma ignição, que aquece a azida de sódio a mais de 300°C. Esta temperatura desencadeia a reação química de decomposição da azida de sódio, em sódio metálico (Na) e em nitrogênio molecular (N2).
O nitrogênio molecular é liberado sob a forma gasosa, que muito rapidamente infla o airbag. É no entanto necessário ter cuidado com o sódio, que é um metal muito reativo. Este reage rapidamente com nitrato de potássio, libertando mais nitrogênio molecular, óxido de sódio e óxido de potássio. Finalmente estes óxidos reagem com o óxido de silício formando-se vidro em pó, no caso, um silicato alcalino.
O vidro formado é filtrado de forma a não entrar na almofada. O nitrogênio molecular é um gás inerte e não combustível. Em caso de colisão o nitrogênio não reage, pelo que não é um perigo para o condutor e passageiros. Quase ao mesmo tempo que a almofada se enche começa a esvaziar de forma controlada, outra forma de amortecer o choque.